# Tim Kasher
Tim Kasher (19 de agosto de 1974) es un músico solista, de Omaha, Nebraska, también es vocalista de las bandas Cursive y The Good Life, los cuales están en con Sadle Creek Records. Antes de esas bandas, Kasher estaba en una banda llamada Slowdown Virginia. También hizo una breve aparición con la banda de Commander Venus y The March Hares.

## Curiosidades
- En 2002 sufrió un colapso en uno de sus pulmones y por lo tanto estuvo tiempo hospitalizado. Los fanes fueron avisados por Sadle Creek Records para que contribuyeran con la recuperación de Tim. Después de este problema Cursive empezó a trabajar rápidamente con su disco, lanzado finalmente en 2003, The Ugly Organ.
- La idea de la banda paralela a Cursive, The Good Life era poner otro tipo de letras y melodías pero no alterar el sonido de Cursive.
- Sus notables guitarras son una Gibson Corvus II y una Gibson Les Paul.
- El disco Domestica de Cursive habla metafóricamente sobre su separación matrimonial.
- The Game of Monogamy es el primer álbum como solista de Kasher, lanzado el 5 de octubre de 2010.

## Discografía

### Álbumes
Solo
- The Game of Monogamy (2010)

Cursive
The Good Life
- Novena on a Nocturn (2000)
- Black Out (2002)
- Album of the Year (2004)
- Help Wanted Nights (2007)

### Colaboraciones en álbumes
- 1993: Polecat - Dilly Dally
- 1994: Polecat - 2500 ft. of our Love
- 1995: Polecat - Polecat/Sunbrain Split 7"
- 1995: Polecat - Apollo's Salvage
- 1995: Commander Venus - Do You Feel at Home?
- 1997: Commander Venus - The Uneventful Vactaion
- 1999: Bright Eyes - Every Day and Every Night
- 2000: Bright Eyes - Fevers and Mirrors
- 2002: Bright Eyes - Lifted or The Story is in the Soil, Keep Your Ear to the Ground
- 2003: Head of Femur - Ringodom or Proctor
- 2003: Rilo Kiley - The Execution of All Things
- 2004: Planes Mistaken for Stars - Up in Them Guts
- 2004: Son, Ambulance - Key
- 2004: Statistics - Leave Your Name
- 2006: An Iris Pattern - Sod is Gold
- 2006: McCarthy Trenching - McCarthy Trenching
- 2006: Bright Eyes - Noise Floor
- 2007: Thursday - Ladies and Gentlemen: My Brother, the Failure

## Sitios web
- Sitio oficial de Cursive
- MySpace de Cursive
- MySpace de The Good Life
- Saddle Creek Records

- Datos: Q9087686